# Germantown (Philadelphia)

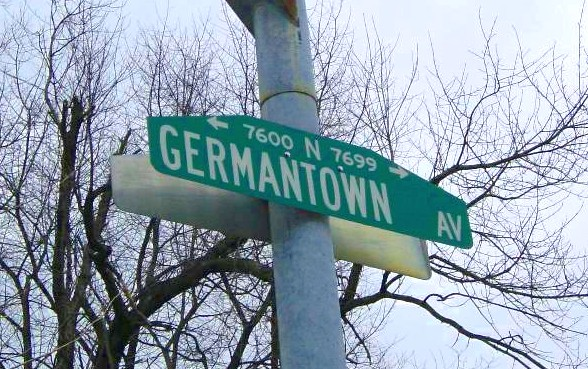
Straßenschild von Germantown

Germantown, Marktplatz, Gemälde von William Britton, ca. 1820, Philadelphia Museum of Art

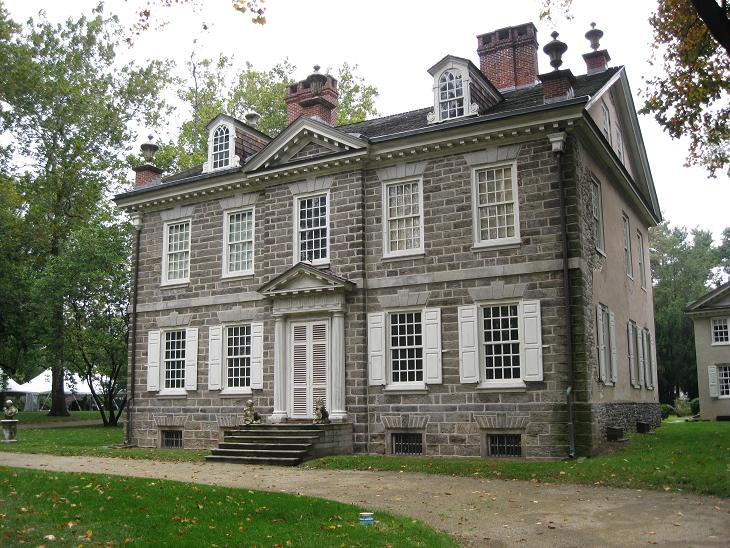
Cliveden-Chew-Haus, Schauplatz der Schlacht von Germantown am 4. Oktober 1777 des Amerikanischen Unabhängigkeitskrieges.

Germantown ist ein Stadtteil von Philadelphia im Bezirk Upper Northwest. Sie war ursprünglich eine unabhängige Stadt (Township), die 1854 in die Stadt Philadelphia eingemeindet wurde. Der Name auf Pennsylvania Dutch lautet Deitscheschteddel ‚Deutschenstädtlein‘.

## Ursprung

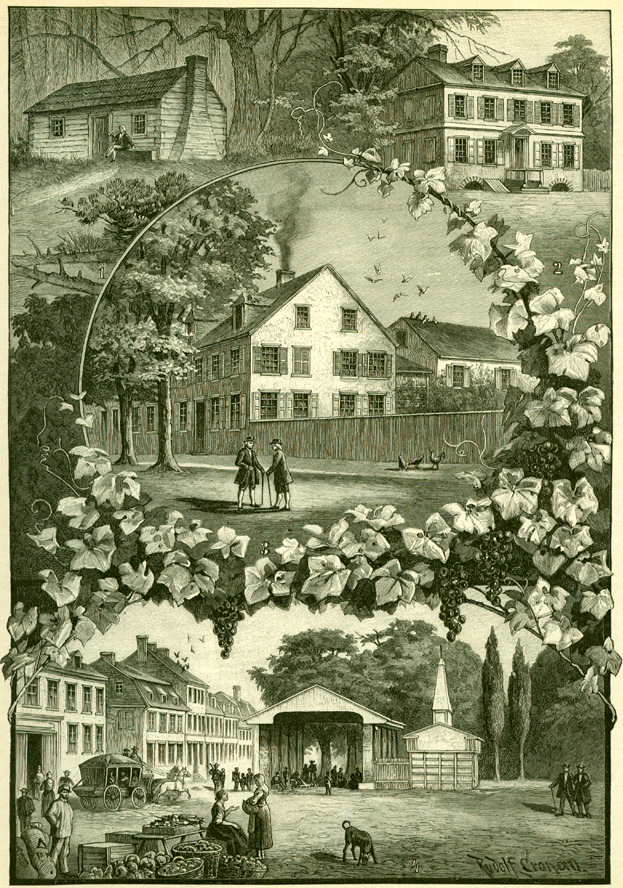
Bilder aus Alt-Germantown. Gezeigt wird die erste Blockhütte von Pastorius um 1683, Pastorius’ späteres Wohnhaus um 1715, Druckerei und Wohnhaus von Caurs um 1735 sowie der Marktplatz um 1820

1683 fand die Stadtgründung Germantowns statt, die durch Franz Daniel Pastorius, auf Einladung von William Penn, initiiert wurde. Obwohl Pastorius, ein Prediger aus Sommerhausen, die Siedlung als Germantown gründete, war der größte Teil der 13 ursprünglichen ausgewanderten Quäker- und Mennonitenfamilien niederländischer und Schweizer Herkunft. Sowohl die Schweizer als auch die Niederländer waren, bevor sie nach Amerika auswanderten, aufgrund religiöser Verfolgung in das heutige Deutschland umgesiedelt worden. Die Schweizer Mennoniten waren vor ihrer Auswanderung wohnhaft in  Kriegsheim, Rheinland-Pfalz, wohingegen die größere Gruppe der Niederländer aus Krefeld auswanderte. Bis 1709 stellten Niederländischsprachige die Bevölkerungsmehrheit Germantowns und wurden daraufhin schnell von späteren und größeren deutschen Emigrationswellen assimiliert.
Am 18. Februar 1688 initiierten vier Einwohner Germantowns, Franz Daniel Pastorius, Abraham Isacks op den Graeff, Herman Isacks op den Graeff sowie Gerrit Henderich, den ersten Protest gegen die Sklaverei in Amerika.
In Germantown wurde 1690 von William Rittenhouse die erste Papiermühle nach europäischem Vorbild gegründet.
1721 gründete der deutsche Pfarrer Antonius Jacobus Henckel die erste lutherische Kirche in Germantown. Bis zu seinem Tod am 12. August 1728 war Henckel hier tätig. Man beerdigte ihn auf dem Friedhof der St. Michael’s Lutheran Church in Germantown. 1917 errichteten seine Nachfahren im Kirchhof einen Gedenkstein.
Die Germantown Academy besteht seit 1759.
Während des Amerikanischen Unabhängigkeitskrieges fand am 4. Oktober 1777 die Schlacht von Germantown statt, in der die Kontinentalarmee von britischen Truppen besiegt wurde, jedoch ermöglichte diese Niederlage den entscheidenden Sieg bei Saratoga wenige Tage später.
Der schwedische Reisende Pehr Kalm schrieb Mitte des 18. Jahrhunderts über die Siedlung:

„Sechs Meilen entfernt von Philadelphia liegt Germantown. Dieser Ort hat nur eine Straße, ist aber fast zwei englische Meilen lang. Er wird zum größeren Teil von Deutschen bewohnt, die aus ihrer Heimat nach Nordamerika kommen und sich niederlassen, weil sie hier Rechte genießen, die sie sonst nirgends besitzen. Die meisten Einwohner sind Handwerker, die fast alles in solcher Quantität und ausgezeichneter Qualität herstellen, dass diese Provinz in kurzer Zeit nur noch sehr wenig aus England brauchen wird.“

## Gegenwart
Infolge der Great Migration zogen mehr und mehr Afroamerikaner nach Germantown und viele Deutsch- und Irischstämmige verließen in den 1960ern den Stadtteil. Die große Mehrheit der Bevölkerung stellen heute Afroamerikaner.

## Söhne und Töchter von Germantown
- Wilhelm Rettinghaus (1644–1708), erster Papierfabrikant in Nordamerika
- David Rittenhouse (1732–1796), Astronom und Mathematiker und erster Direktor der United States Mint
- Margaretta Morris (1797–1867), Entomologin
- Thomas De Lage Sumter (1809–1874), Politiker
- Louisa May Alcott (1832–1888), Schriftstellerin
- Frederick Winslow Taylor (1856–1915), Ingenieur und Arbeitswissenschaftler
- Owen Wister (1860–1938), Schriftsteller
- Joseph Clark (1861–1956), Tennisspieler
- Ross Granville Harrison (1870–1959), Zoologe
- Alice Riddle Kindler (1892–1980), Malerin
- Walter Brown Gibson (1897–1985), Journalist, Schriftsteller und Zauberkünstler
- Thomas S. Gates (1906–1983), Marinestaatssekretär und Verteidigungsminister
- John Thompson Emlen (1908–1997), Ornithologe und Ethologe
- Francis Schaeffer (1912–1984), Theologe, besonders als Apologet sehr einflussreich
- Sarai Sherman (1922–2013), Malerin und Bildhauerin
- Dennis Vincent Durning (1923–2002), römisch-katholischer Bischof von Arusha
- Maxine Kumin (1925–2014), Lyrikerin
- Henry Gibson (1935–2009), Schauspieler
- Jef Lee Johnson (1958–2013), Gitarrist und Sänger
- Mike Mentzer (1951–2001), Bodybuilder
- Eric Lobron (* 1960), deutscher Schachgroßmeister US-amerikanischer Abstammung
- Rakim Hasheem Allen (1991–2022), Rapper

## Weitere Persönlichkeiten
- Alexander Mack (1679–1735), deutscher Auswanderer, Begründer der Schwarzenau Brethren
- Johann Christoph Sauer (1695–1757), deutscher Auswanderer, erster Bibeldrucker in Nordamerika